# Ariake Gymnastics Centre
Ariake Gymnastics Centre (jap. 有明体操競技場 Ariake Taisō Kyōgijō) – hala widowiskowo-sportowa w Tokio, stolicy Japonii. Została wybudowana w latach 2017–2019. Może pomieścić 12 tys. widzów. Podczas Letnich Igrzysk Olimpijskich 2020 odbyły się w niej zawody gimnastyczne. 

Obiekt powstał z myślą o organizacji Letnich Igrzysk Olimpijskich 2020. Budowa hali rozpoczęła się w listopadzie 2017 roku i zakończyła w październiku 2019 roku. Na przełomie listopada i grudnia 2019 roku w Ariake Gymnastics Centre odbyły się Mistrzostwa Świata w Skokach na Trampolinie 2019. Podczas Letnich Igrzysk Olimpijskich 2020 obiekt gościł zawody gimnastyczne. Ponadto w hali odbędą się rozgrywki boccia podczas Letnich Igrzysk Paraolimpijskich 2020.
Wygląd hali nawiązuje do tradycyjnego japońskiego stylu. Obiekt powstał przy użyciu dużej ilości elementów drewnianych, które są mocno wyeksponowane. Pojemność trybun areny wynosi 12 tys. widzów, jednak z założenia są one jedynie tymczasowe i po igrzyskach mają zostać zlikwidowane. Hala następnie służyć ma organizacji konwencji, wystaw, targów, itp.